# Viaduc de Saint-Léonard-de-Noblat
Le viaduc de Saint-Léonard-de-Noblat est un viaduc français de la ligne du Palais à Eygurande - Merlines (Limoges-Tulle) à Saint-Léonard-de-Noblat dans le département de la Haute-Vienne en région Nouvelle-Aquitaine. Le viaduc est formé de 22 arches.

## Situation ferroviaire
Ce viaduc se situe à Saint-Léonard-de-Noblat sur la ligne du Palais à Eygurande - Merlines.

## Caractéristiques
Viaduc en courbe construit en maçonnerie de moellons comportant 22 arches de 15 mètres d'ouverture pour le franchissement d'un vallon.